# أرثور أوليفر لوندال أتكين
أرثور أوليفر لوندال أتكين (بالإنجليزية: A. O. L. Atkin)‏ هو رياضياتي بريطاني.
يعود اسم غربال أتكين إليه.